# Підплеша
Підпле́ша —  село в Україні, в Закарпатській області, Тячівському районі. Входить в склад Нересницької сільської громади.
Перша згадка у 1828-році як Pudplessa. Інші згадка: 1838, 1851, 1892-Pudplesa, 1913-Pelesalja, 1925-Podpleša, Podpleši, 1983-Підплеша, Подплеша.

## Населення

### Мова
Розподіл населення за рідною мовою за даними перепису 2001 року:
| Мова       | Кількість | Відсоток |
| ---------- | --------- | -------- |
| українська | 1225      | 98.47%   |
| російська  | 15        | 1.21%    |
| румунська  | 3         | 0.24%    |
| словацька  | 1         | 0.08%    |
| Усього     | 1244      | 100%     |

## Релігія
храм св. великомученика Дмитрія. XVIII ст.
Невелика дерев’яна церква, увінчана готичним шпилем, була споруджена в Широкому Лузі. Коли в 1895 р. там збудували муровану церкву, дерев’яну перенесли в Підплешу.
З приходом радянської влади церква перестала діяти, а 9 січня 1953 р. її зняли з реєстрації і незабаром за ініціативою директора школи та місцевої влади церкву було розібрано, а деревину використано при будуванні печей для випалювання цегли в Ґаничах. Старовинний іконостас, різьбленний з елементами рококо, перенесли до дерев’яної православної церкви, збудованої у 1925 р.
У 1999 р. на свято великомученика Дмитрія відновлена греко-католицька громада провела першу св. літургію на місці зруйнованої в 1950-х роках греко-католицької церкви. Виношуються плани спорудження церкви.
У 2005 році,  у новозбудованому храмі, за фундації о. Петра  Креніцького, розпочалися роботи з розпису. Іконописець -  Василь Романів (м. Хуст), проект та орнаментальне оздоблення - Цуп Андрій (м. Тернопіль), орнаментальне оздоблення Проців Володимир (м. Тернопіль). Завершився розпис у 2006 році. 
храм Вознесіння Господнього. 1925.
Дерев’яну церкву спорудили з деякими елементами традиційного народного будівництва. П’ятистінна вівтарна частина вкрита нижчим дахом. Всередині бабинець від нави відділяють різьблені та профільовані стовпи, що підтримують також хори. В церкві встановлено чудовий іконостас XVIII ст., перенесений сюди з розібраної в радянський період стародавньої церкви. Зусиллями священика о. Василя Ґарастея вдалося організувати громаду на спорудження нової церкви.
У 1998 р. довкола дерев’яної церкви заклали фундамент нової мурованої церкви. Проект церкви здійснив ужгородський архітектор В. І. Ільков.
Монастир і церква св. пр. Іллі. 1999.
Будівництво монастиря та дерев’яної церкви тривало чотири роки, Для зведення споруд чимало зусиль доклали місцеві майстри Володимир Сідей, Іван Сідей, Михайло Сідей, Василь та Юрій Фурмани, Володимир Мартин та Михайло Хромей.
Служать у монастирі два ченці Дорофей та Мойсей.

## Туристичні місця
- храм св. великомученика Дмитрія. XVIII ст.
- Монастир і церква св. пр. Іллі. 1999.
- храм Вознесіння Господнього. 1925.